# 普尔加奥恩
普尔加奥恩（Pulgaon），是印度马哈拉施特拉邦Wardha县的一个城镇。总人口36506（2001年）。

## 人口
该地2001年总人口36506人，其中男性18942人，女性17564人；0—6岁人口3689人，其中男1928人，女1761人；识字率80.10%，其中男性为85.10%，女性为74.70%。